# Dvojka
Dvojka (со словац. — «Двойка») — словацкий развлекательно-информационный государственный канал.

## Краткая история

### Предыстория (1970 - 1993)
10 мая 1970 Чехословацкий комитет по радиовещанию и телевидению на втором канале запустил канал ČST2.  В 1973 году вещание телеканала распространилось на территорию всей Словакии в ЧССР. В 1990 году ретрансляция ČST2 на Словакию было приостановлено, на его частоте Словацкий комитет по радиовещанию и телевидению запустил канал S1.

### STV2-Dvojka (с 1993)
Начал вещание 1 января 1993 года под названием STV 2, вещание S1 было прекращено. С 2004 года носит современное название. В настоящее время «Dvojka» — часть общественного мультиплекса телевидения Словакии.

## Транслируемые программы и телесериалы
| - Anjeli strážni - Colnica - Família - Filmorama - Správy a komentáre - Regionálny denník - Národnostný magazín - Maďarský magazín - Správy - Hírek - Test magazín - Večer pod lampou | - Umenie 13 - Reportéri juniori - VAT - veda a technika - Živá panoráma - Zasadnutie NR SR - Odpískané - Športové ozveny - Separé - Elixír - 5 minút po dvanástej - Tempo |